# トーランス (カリフォルニア州)
トーランス（Torrance）は、アメリカ合衆国カリフォルニア州南部のロサンゼルス郡にある都市。ロサンゼルスのダウンタウンから南南西へ約12km、ロサンゼルス国際空港の南約7kmに位置する。人口は14万7067人（2020年）。ロサンゼルス郡南部の商業の中心地で、日本企業が多く立地し、日系人が集中している地域としても知られている。

## 歴史
トーランス市は1911年に不動産開発業者のジャレッド・シドニー・トーランス（Jared Sidney Torrance）によって創設された。1921年には市制が施行され、著名なランドスケープアーキテクトであるフレデリック・ロー・オルムステッド・ジュニアによって、工業・商業・住宅地域が整然と区画整理されたトーランス市の基本都市計画が作成された。1921年に石油が発見され人口が急増、1950年代の初めには600を超える数の油井が存在したものの、1950年代後半から原油の採掘量が急減し、1963年までに全ての油田設備は撤去されてしまった。
しかし石油産出が枯渇した後も、市内の工業地域には、石油化学産業をはじめ、ボーイング、ヒューズ・エアクラフト等の航空機産業、本田技研工業、アルパイン、パナソニックなどの日本企業を含む、約400以上の企業が集積し、盛んな産業活動を展開して現在に至っている。

## 地理
アメリカ合衆国統計局によると、トーランス市は総面積53.2km²（20.5mi²）である。市の全域が陸地であり、水域はない。市は太平洋に面している。

## 気候

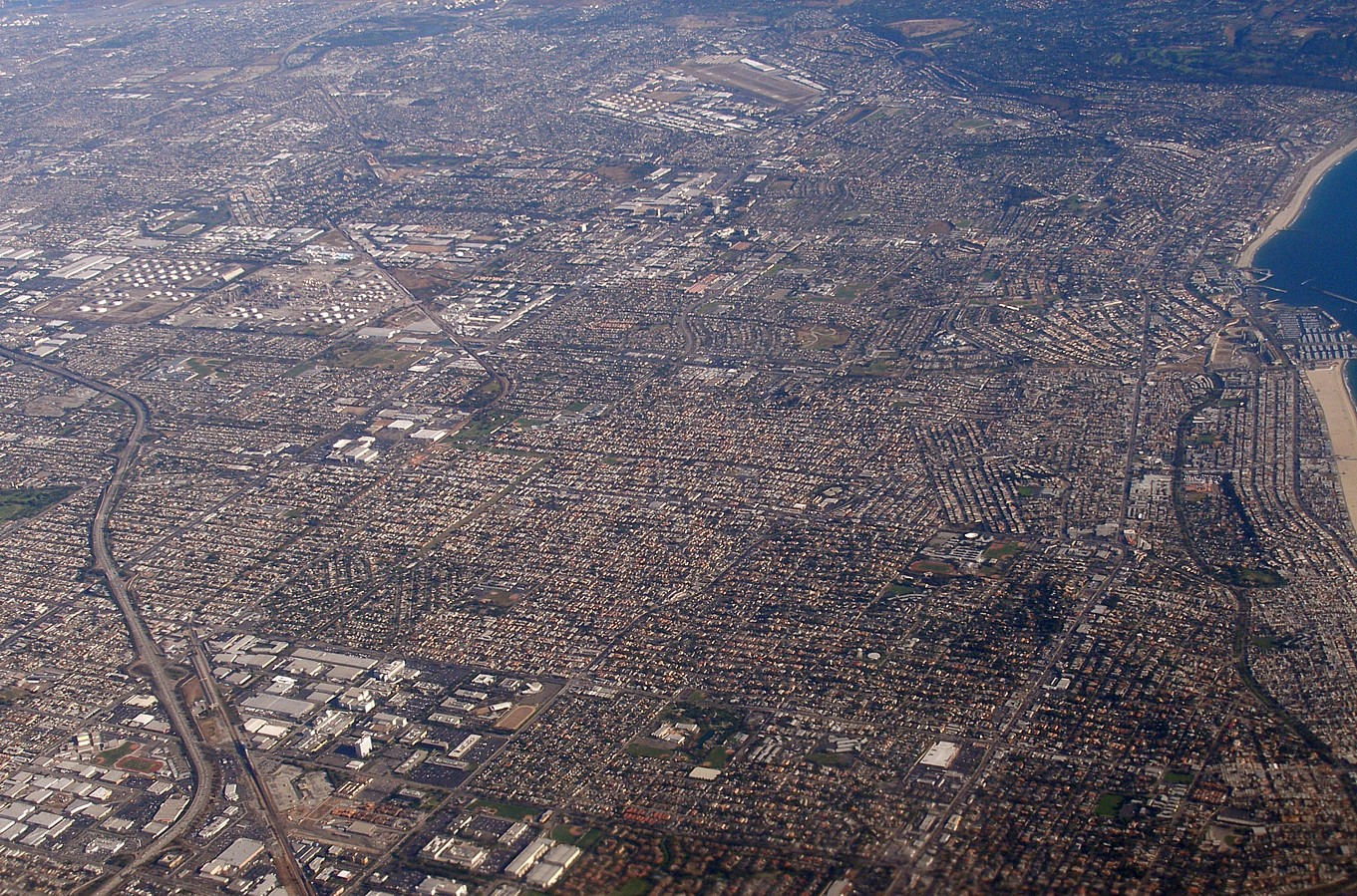
空から見たトーランス市

トーランスの気候はケッペンの気候区分ではCs（地中海性気候）に属し、1年を通して温暖である。気温の年較差が小さく、月間平均気温が最高になる8月でも摂氏26度（華氏79度）、最低になる1月でも摂氏8度（華氏46度）である。
月間平均降水量は、最大でも100mmに満たず、雨がほとんど降らない月もある。降水量が多いのは冬季、1-3月にかけてである。気温の最低記録は1949年に記録された氷点下4度（華氏25度）で、最高記録は1955年に記録された摂氏44度（華氏111度）である。

## 産業

### 製造業
ホンダの米国法人「アメリカン・ホンダ・モーター」が本社を構える。かつて米国トヨタも本社を構えていたが2017年までにテキサス州プレイノ市に移転した。
ロビンソン・ヘリコプター社（Robinson Helicopters）はトーランスで開発と設計を実施している。カリフォルニアの航空宇宙産業はトーランスとその周辺地区で始まった。トーランスにはまた、自動車とオートバイ用のアフターマーケット・パーツの主要メーカーであるエデルブロック（Edelbrock）、タナベレーシング、カーオーディオ・カーナビゲーション機器の米国アルパイン、靴メーカーのラカイ（Lakai）の本社がある。パナソニックのDVD-RAMメディアとBlu-ray Discを製造する工場や、北米でハワイパンの有力ブランドであるキングス・ハワイアンの主力工場などもある。

### 運輸・流通業

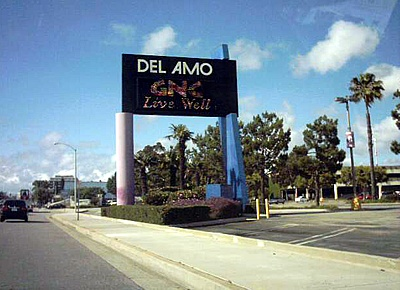
デル・アモ・ファッションセンター

トーランスはロサンゼルス南部の商業の中心地でもあり、市内には数々のショッピングセンターがある。中でも、232,000m²の敷地を有するデル・アモ・ファッションセンター（Del Amo Fashion Center）は全米最大級のショッピングモールで、ミネソタ州ブルーミントン（ミネアポリス郊外）にあるモール・オブ・アメリカ（Mall of America）に次ぐ規模を誇る（ただし、測定法により全米4位まで下がることもある）。
現在のショッピングセンターは1958年に造られたデル・アモ・センターと1970年に造られたデル・アモ・ファッション・スクエアーの合併によってできた。これら2つのモールは、かつてはカーソン通りによって分断されていたが、大規模な拡張により1982年に両者を繋ぐ形で合併され、当時としては世界一長いショッピングモールとなった。デル・アモ・ファッションセンターは「ジャッキー・ブラウン」（1997年）や「バッドサンタ」（2003年）を含むいくつかの映画のロケにも使用されている。
1990年代までに世界的な小売店チェーンとなったヤオハン・グループのアメリカにおける拠点もここに置かれていた。現在はヤオハンU.S.A.社を引き継いだミツワコーポレーションが、ここを拠点としてミツワマーケットプレイス等の商業施設を運営している。また、トーランスは1961年に廃止されたパシフィック電鉄の重要なハブであった。

### 製油業

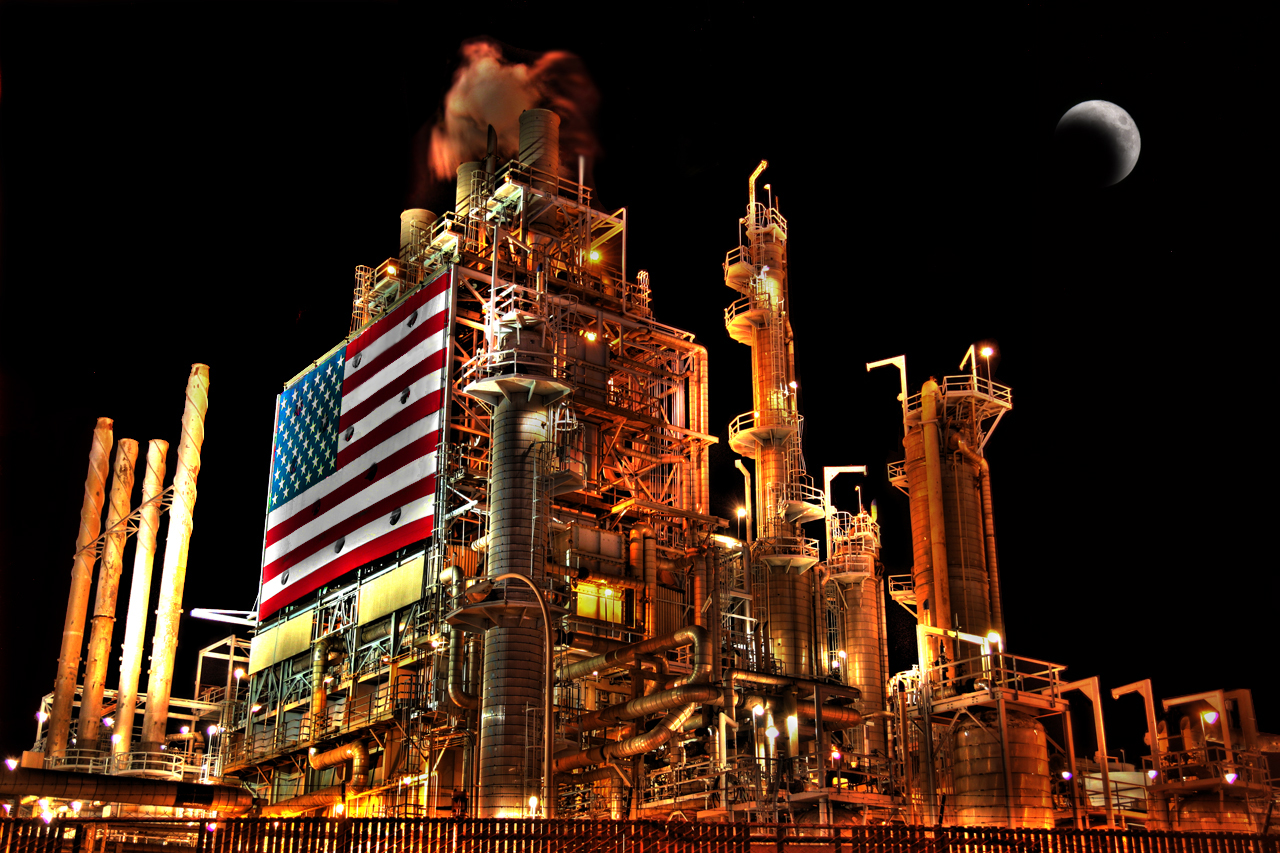
トーランスの石油精製所

かつてトーランスは主要な産油地域として何百もの油井が存在した。現在では油井はもう見られないものの、市内及び近郊に多数存在する石油精製プラントにその名残を見る事ができる。市の北端にあるエクソンモービルの精製所は南カリフォルニアのガソリン供給の多くを賄っている。事実上、南カリフォルニアのガソリン供給の多くがトーランスから数マイル以内の精製所で製造されている。ARCOはカーソンでガソリンを製造し、ユノカルはサンペドロに精製所を持ち、シェブロンは州で最古の精製所をエル・セグンドに持っている。

## 社会基盤
今日、トーランスはロサンゼルス郡では住むのには理想的な地域であると考えられており、絶えず上昇する不動産価格にもそれが反映されている。パロス・ベルデス（Palos Verdes）半島の高級住宅街やレドンドビーチ、ハモサビーチ、マンハッタンビーチ等のビーチに近い事も理由である。
トーランスは産業、住宅地、商業地の主要な3ゾーン間の理想的なバランスを保っている、全米でも数少ない都市の1つであるが、昔からバランスがとれていた訳ではなく、過去には「産業、財政、ビジネスの拠点都市」と考えられていた時期もあった。しかし、近年の古い工業地域の住宅地への大規模な再開発が、莫大な人口増加を生み、現在のトーランスの姿へと変革させた。また、この変化は交通渋滞などの様々な社会問題をも同時に生じさせた。

### 交通

#### 自動車
110号線や405号線など複数のフリーウェイが市内を走っている。

#### 空港
地元の花形陸上選手で第二次世界大戦の英雄でありトーランス高校卒業生でもあるルイス・ザンペリニ（Louis Zamperini）にちなんで、1946年に愛称でザンペリニ・フィールドと呼ばれるトーランス空港がある。
同空港は定期便を持たず、自家用機やチャーター便のみが発着するゼネラル・アビエーションと呼ばれる空港でありながら発着便数が非常に多く、1990年には24万3324回の離着陸回数を数えた。1974年の428,000回よりは減少したものの、空港の騒音の緩和は依然として地域の重要な問題となっている。

### 教育

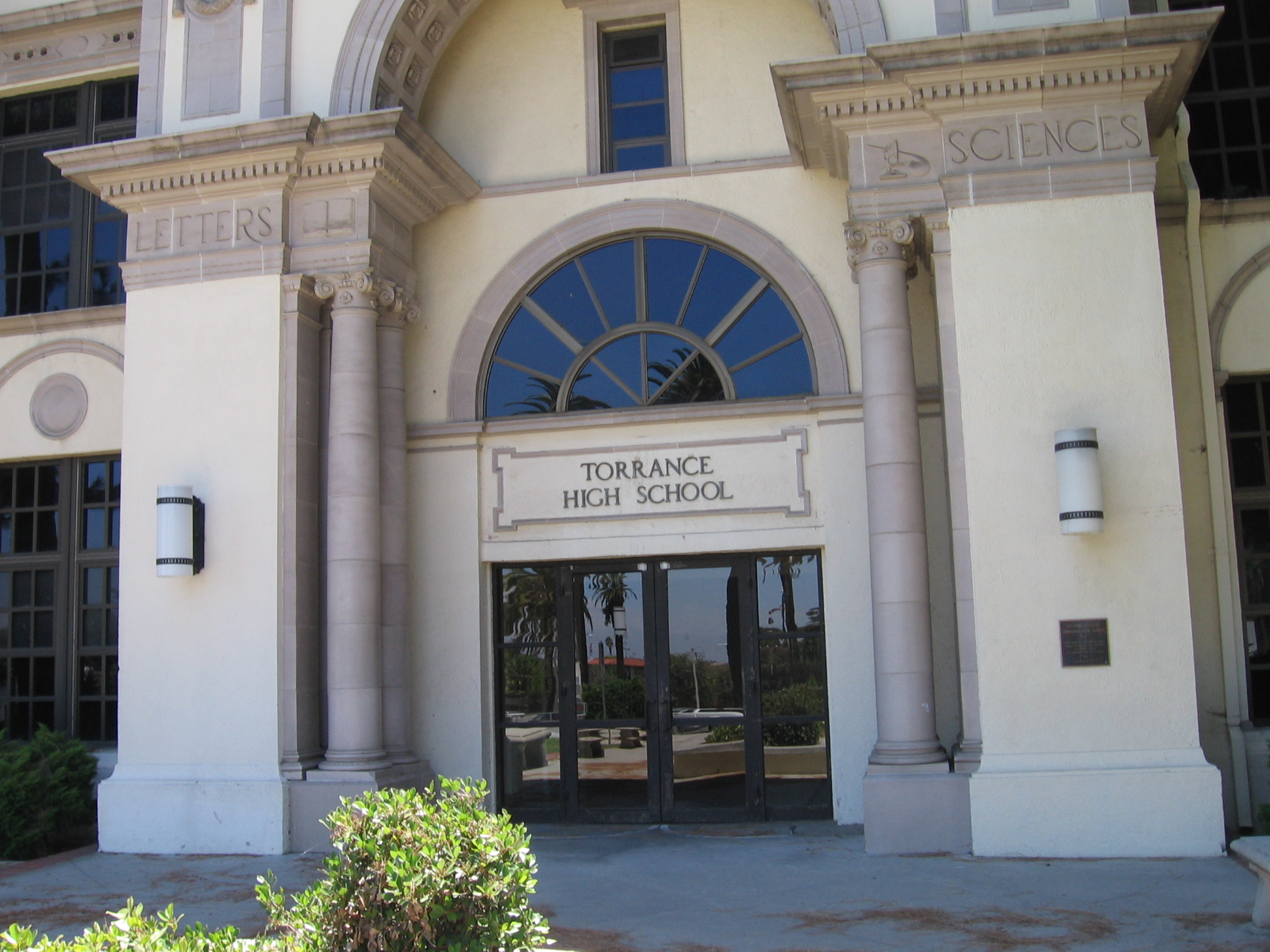
トーランス高校

トーランス統合学区はトーランス高校、ノース高校、サウス高校、ウエスト高校、シェリー高校の5校の高校とそれらの関連学校から構成されている。この学区の学生はSAT等の標準テストでは常に平均よりもかなり良い点数を取っている。また市内にはカトリック系の司教モンゴメリ高校、ルーテル教会系のパシフィック・ルター高校もある。
トーランス高校はカリフォルニア州で最も古い高校の1つであるだけではなく、有名なテレビドラマ「ビバリーヒルズ高校白書/青春白書」や「バフィー 〜恋する十字架〜」のロケに使用され、またレイチェル・リー・クック主演の映画、「シーズ・オール・ザット」（1999年）の撮影にも使用されたことでも有名である。また、トーランス市の南の境界近くに位置するサウス高校は、5部門でアカデミー賞を受賞した映画「アメリカン・ビューティー」（1999年）の撮影に使用されている。
市内の高等教育機関としては、2年制のコミュニティ・カレッジ、エル・カミーノ大学（El Camino College）がある。その他、カリフォルニア州最大の語学学校であるランゲージ・システムズ（Language Systems）の分校もある。
トーランス市はロサンゼルス郡で最も優れた図書館システムを持っている都市の一つであり、これには、ケイティ・ゲイサート・ シビック・センター図書館（Katy Geissert Civic Center Library）の本館と5箇所の分室が含まれる。

### 健康及び医学
市内には2つの主要な病院がある。トーランス記念病院（Torrance Memorial Medical Center）とメアリ病院（Little Company of Mary Hospital）である。3番目の病院、ロサンゼルス郡のハーバー（Harbor Gateway）にあるUCLA医療センター（Los Angeles County Harbor-UCLA Medical Center）は市の直ぐ外側に位置するものの、トーランス市の住所を有している。

### 公園
トーランスには24の公園がある。中心となるのは大規模なピクニック施設と、近代的な体育館、スケート・リンク、およびローラーホッケー・リンクを含むスポーツ施設を設置した、44エーカーの広さを持つウィルソン公園（Wilson Park）である。この公園では毎年アメリカ独立記念日に花火大会が実施される。

### 自然保護区

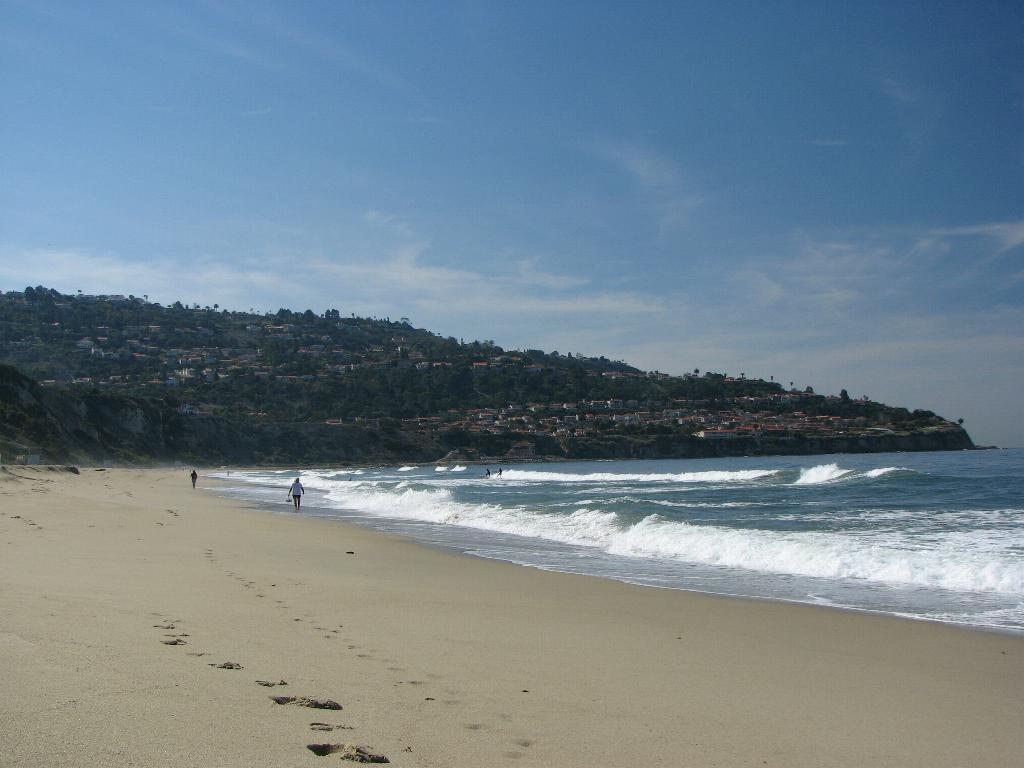
トーランスビーチ

トーランスには、全米でも珍しい、都市内部に保存された湿原であるマドロナ湿地帯（Madrona Marsh）がある。ここはかつて産油のため確保された未開発の土地を利用した自然保護区である。トーランスビーチはレドンドビーチとマラガ湾の間に位置している。 トーランス市とレドンドビーチ市で共有されているそのビーチはしばしば「Ratビーチ」（Right After Torranceの頭文字を取ったもの）と呼ばれている。

### イベント
トーランスは毎年5月中旬の軍隊記念日にトーランス通りで開催される軍事パレードでも有名である。パレードでは多数の軍用車両が様々な部隊から集められる。パレードの後、軍用車両は2日間デル・アモ・ファッションセンターの駐車場で展示される。

## 人口動勢
トーランスには日本企業が多く存在する為、全米でも日本人及び日系アメリカ人が最も集中している都市の一つである。市人口における日系人の割合は10％にも達する。ロサンゼルス市民には、トーランスはアジア系アメリカ人が非常に多い地域として知られている。2010年の国勢調査時には、市の人口のおよそ1/3をアジア系が占めていた。
このため、トーランス市内にはあらゆるジャンルの日本食レストランを始め、日系スーパー、書店等、日系人向けビジネスが多く存在し、全日制の日本人向け幼稚園や小、中学校もあり、「ミニ日本人街」と呼べるようなエリアを形成している。治安も比較的良いことから、アメリカ合衆国在住の日本人や日系人にとって大変住環境の良い都市として知られている。

### 統計データ
以下は2010年の国勢調査における人口統計データの一部である。
基礎データ
- 人口: 145,438人
- 世帯数: 56,001世帯
- 家族数: 38,412家族
- 人口密度: 2,732.1人/km²（7,076.1人/mi²）

人種別人口構成
- 白人: 51.1%
- アジア: 34.5%
- アフリカン・アメリカン: 2.7%
- ネイティブ・アメリカン: 0.4%
- 太平洋諸島系: 0.4%
- その他の人種: 5.4%
- 混血: 5.5%
- ヒスパニック・ラテン系: 16.1%

## 姉妹都市
全米国際姉妹都市協会（Sister Cities International）加盟都市。
日本の千葉県柏市はトーランスの姉妹都市である。1973年に姉妹都市の提携を開始し、日本文化祭の開催、毎年の交換留学プログラム実施、市職員の交流などを通じて、文化交流を行っている。
- 柏市（日本・千葉県）